# Synagelides darjeelingus
Synagelides darjeelingus là một loài nhện trong họ Salticidae.
Loài này thuộc chi Synagelides. Synagelides darjeelingus được Dmitri Viktorovich Logunov & Hereward miêu tả năm 2006.